# Q And A
Q And A (QあんどA?) è un manga shōnen scritto e disegnato da Mitsuru Adachi, serializzato dal 12 maggio 2009 al 4 aprile 2012 sulla rivista mensile Monthly Shōnen Sunday di Shogakukan. I capitoli sono stati raccolti dalla medesima casa editrice in 6 volumi tankōbon. Un'edizione italiana curata da Star Comics è stata pubblicata a partire da aprile 2011 a cadenza bimestrale.

## Trama
Atsushi Ando è un ragazzo di 15 anni che a causa del trasferimento del padre ritorna nel suo paese natale dopo sei anni di assenza, poco prima dell'inizio del nuovo anno di liceo. Proprio in quel paese sei anni prima Atsushi ha perso il fratello maggiore Hisashi in un incidente e sarà lì che i due fratelli si rincontreranno. Infatti il fantasma di Hisashi compare ad Atsushi, unica persona in grado di vederlo, e da lì iniziano una lunga serie di eventi bizzarri e simpatiche gag insieme a vecchi amici come la bella Yuho Maezawa, amica d'infanzia dei due fratelli, e Jinno, storico rivale di Hisashi, che ora cerca vendetta sul povero Atsushi.

## Personaggi
- Atsushi Ando è il protagonista. Ha 15 anni e dopo sei anni fa ritorno al suo paese natale. È un ragazzo sensibile e timido, l'unico in grado di vedere il fantasma di suo fratello.
- Hisashi Ando, è il fratello maggiore di Atsushi ed è scomparso in un incidente sei anni prima, all'età di undici anni; da tutti era soprannominato Q chan. Compare per la prima volta nella camera di Atsushi e lo spaventa a morte. Il suo aspetto e identico a quello che aveva prima dell'incidente, ama leggere i manga ed è molto infantile, infatti perde tempo a fare scherzi e dispetti al fratello. Può uscire di casa solo dopo il tramonto.
- Yuho Maezawa, coetanea di Atsushi e amica di infanzia dei due fratelli. È molto bella ed altrettanto sveglia e intelligente, fin subito fra lei e Atsushi si creano una serie di incomprensioni dovute ai dispetti di Hisashi.
- Kosei Maezawa, fratello maggiore di Yuho, ha 25 anni. Il suo sogno è quello di diventare uno scrittore horror. Alquanto bizzarro, sta sempre chiuso nella sua stanza ed è un po' pervertito, infatti sbircia spesso la biancheria intima che indossa la sorella.
- Riki Jinno, 17 anni. Alle scuole elementari era stato battuto da Hisashi. Dal momento che Hisashi non c'è più cerca di rifarsi sul povero Atsushi. È innamorato di Yuho ed è convinto che fra lei e Atsushi ci sia del tenero.
- Kyoko Kurosomi, detta Okyo, è una compagna di classe di Atsushi e Yuho famosa per i suoi poteri mediatici ovvero è in grado di vedere i fantasmi, compreso il fantasma di Hisashi. È molto misteriosa e ha il viso coperto dai i suoi lunghi capelli neri.

## Volumi
| Nº | Data di prima pubblicazione | Data di prima pubblicazione | Data di prima pubblicazione | Data di prima pubblicazione |
| Nº | Giapponese                  | Giapponese                  | Italiano                    | Italiano                    |
| -- | --------------------------- | --------------------------- | --------------------------- | --------------------------- |
| 1  | 12 novembre 2009            | ISBN 978-4-09-122098-1      | 21 aprile 2011              | ISBN 978-88-6420-131-3      |
| 2  | 12 maggio 2010              | ISBN 978-4-09-122239-8      | 23 giugno 2019              | ISBN 978-88-6420-147-4      |
| 3  | 12 ottobre 2010             | ISBN 978-4-09-122579-5      | 22 agosto 2011              | ISBN 978-88-6420-160-3      |
| 4  | 12 aprile 2011              | ISBN 978-4-09-122829-1      | 24 novembre 2011            | ISBN 978-88-6420-185-6      |
| 5  | 11 novembre 2011            | ISBN 978-4-09-123288-5      | 24 maggio 2012              | ISBN 978-88-6420-277-8      |
| 6  | 11 maggio 2012              | ISBN 978-4-09-123607-4      | 22 novembre 2012            | ISBN 978-88-6420-369-0      |

## Accoglienza
Durante la sua prima settimana di vendite in Giappone, il primo volume si è posizionato sedicesimo tra i titoli più venduti con 31 960 copie. Il secondo volume raggiunge un risultato migliore, piazzandosi al terzo posto con 49 184 copie.